# Botswana i olympiska sommarspelen 2000
Botswana deltog i de olympiska sommarspelen 2000 med en trupp bestående av sju deltagare, alla män, men ingen av landets deltagare erövrade någon medalj.

## Boxning
Lättvikt
- Gilbert Khunwane
  - Omgång 1 — Förlorade mot Cristian Bejarano från Mexiko (→ gick inte vidare)

## Friidrott
Herrarnas 400 meter
- Johnson Kubisa
  - Round 1 — 46.97 (→ did not advance)

Herrarnas 800 meter
- Glody Dube
  - Omgång 1 — 01:46.17
  - Semifinal — 01:44.70
  - Final — 01:46.24 (→ 7:e plats)

Herrarnas 4 x 400 meter stafett
- Lulu Basinyi, Glody Dube, Johnson Kubisa, Agrippa Matshameko, California Molefe
  - Omgång 1 — 03:04.19
  - Semifinal — 03:05.28 (→ gick inte vidaer)